# Jan Hasenfuß
Jan Hasenfuß (* 13. November 1979 in Hamburg) ist ein deutscher Schauspieler.

## Leben
Jan Hasenfuß ist ein deutscher Schauspieler. Er sammelte bereits im Jugendalter erste Theatererfahrungen in verschiedenen Theatergruppen. Im Jahr 1996 stand er zum ersten Mal vor der Kamera für die ZDF-Serie „Die Schule am See“. Nach seinem Abitur am Großhansdorfer Emil-von-Behring-Gymnasium und dem absolvierten Zivildienst begann er ein Schauspielstudium an der Hochschule für Film und Fernsehen „Konrad Wolf“ in Potsdam. Noch während seines Schauspielstudiums drehte er mehrere Kurz-, Film- und Fernsehproduktionen und spielte am Potsdamer Hans Otto Theater. Nach Abschluss seines Studiums war er von 2007 am Staatstheater Cottbus engagiert, an dem er in über 25 Rollen zu sehen war. Ein Gastspiel führte ihn ans Theater St. Gallen in der Schweiz. Seit Sommer 2011 ist Jan Hasenfuß hauptsächlich für Film und Fernsehen tätig. Er übernahm unter anderem die Hauptrollen in der Comedy-Serie Stell Dir vor...! und der Sketch-Comedy Leider lustig. Im Jahr 2015 hatte er sein Co-Regie-Debüt mit der Inszenierung Der Weibsteufel. Ab 2016 war Jan Hasenfuß im Hauptcast der Sat.1 Serie Knallerkerle an der Seite von Antoine Monot. In dem historischen 4-Teiler Die eiserne Zeit / Age of iron übernahm Jan Hasenfuß die Hauptrolle des Peter Hagendorf.

## Filmografie
- 1999: Die Schule am See
- 2000: Mehr als ein Held
- 2001: Absolut das Leben
- 2003: Ächste (Kurzfilm)
- 2004: Hamlet ff.
- 2005: Die Geschichte Norddeutschlands
- 2006: Bismarck – Kanzler und Dämon
- 2006: Die Mauer – Berlin ’61
- 2007: Der letzte Bissen
- 2007: Tatort: Die Anwältin (Fernsehreihe)
- 2008: Im Namen des Gesetzes – Der Tote am See
- 2009: Da kommt Kalle – Hoteldiebe
- 2010: Engel & Hase
- 2011: Die Frau des Studenten
- 2011: SOKO Leipzig
- 2011: Alles Klara – Leiche im Moor
- 2012: Schwarzkaffee
- 2012: SOKO Leipzig
- 2012: München 7 – Einfach anders
- 2013: Tatort: Schwarzer Afghane (Fernsehreihe)
- 2013: Endlich alleine
- 2013: In aller Freundschaft – Gewissensnöte
- 2013: SOKO Leipzig
- 2013: Nachspielzeit
- 2014: Bornholmer Straße
- 2014: Stell’ Dir vor...!
- 2014: Stralsund VII – Gnadenlose Jagd
- 2015: Leyla und Paul
- 2015: Hubert und Staller – Walzverhalten
- 2015: Stralsund: Es ist nie vorbei (Krimiserie)
- seit 2015: Leider lustig (Staffel 1–3)
- 2016: Triple Ex
- 2017: Knallerkerle (Staffel 1–2)
- 2017: Polizeiruf 110: Einer für alle, alle für Rostock (Fernsehreihe)
- 2017: Der Reichstag
- 2017: Irgendwer (Kurzfilm)
- 2017: SOKO Leipzig
- 2018: Notruf Hafenkante – Freitag, der 13.
- 2018: Tatort: Damian (Fernsehreihe)
- 2019: Eugen Spanck (Webserie)
- 2020: Notruf Hafenkante
- 2021: Liebe ist unberechenbar
- 2021: Die Sterntaler des Glücks (Herzkino, ZDF)
- 2021: Nord Nord Mord (Fernsehreihe) – Sievers und die Stille Nacht
- 2024: Feuerwehrfrauen: Phönix aus der Asche
- 2024: Feuerwehrfrauen: Heim gesucht

## Theater

### Staatstheater Cottbus
- 2007: Spreewälder Sagennacht
- 2007: Cabaret
- 2007: Die Dreigroschenoper
- 2007: Familie Schroffenstein
- 2008: Ladies Night
- 2008: Faust I
- 2008: Der Sturm
- 2008: Die Mausefalle
- 2008: Musen im Rausch
- 2008: Trilogie der Träume
- 2008: Die Räuber
- 2009: Iphigenie auf Tauris
- 2009: Ein Volksfeind
- 2009: Hauptmann von Köpenick
- 2009: Antigone
- 2009: Der Schimmelreiter
- 2010: Auf hoher See
- 2010: Man spielt nicht mit der Liebe
- 2010: Das Zauberschwert
- 2010: Im Rücken die Stadt
- 2010: Pückler-Utopia
- 2010: Ronja Räubertochter
- 2011: Republik Vineta
- 2011: Spreewälder Sagennacht
- 2012: Spreewälder Sagennacht

### Stadttheater St. Gallen
- 2008: Cabaret

### Hans Otto Theater Potsdam
- 2006: Wir im Finale
- 2006: Schöne Bescherungen
- 2007: An der Arche um Acht

### BKT Berlin
- 2012: Tod auf dem Nil
- 2013: Die Mausefalle